# كاثرين جيرارد أوديت
كاثرين جيرارد أوديت ولدت في 5 أبريل لعام 1981، وهي كاتبة، ومترجمة، ومدونة كندية.

## السيرة الذاتية
تخرجت جيرارد أوديت في عام 2004 من جامعة مكغيل بدرجة في الأدب الفرنسي، والإنجليزي، والأسباني. في عام 2006 حصلت كاثرين على درجة الماجستير في دراسات الترجمة من جامعة كونكورديا. والدها ماشيل أوديت، سياسي من كيبيك كان وزيرًا للمالية في أوائل العقد الأول من القرن الحادي والعشرين.
انطلقت حياة جيرارد أوديت المهنية في عام 2003 كمترجمة للعديد من سلاسل كتب للأطفال كسبونج بوب سكوير بانتس، وليزي ماجواير، ومغامرات دورا. في عام 2008، نشرت القاموس الإعلامي للمراهقين -ABC des filles- في دار نشر لي مالا -Les Malins-.
في نفس العام، بدأت بعمود صحفي للنصائح الشخصية الخاص بها حيث ساعدت العديد من المراهقين الشباب على التعامل مع صعوبات حياتهم اليومية. كتبت كاثرين أيضًا العديد من الكتب الأخرى الموجهة للمراهقين مثل دليل مجالسة الأطفال، وكتاب تغذية يساعد الفتيات على الحفاظ على نمط حياة صحي وكتب وثائقية عن سن البلوغ.
في عام 2011، نشرت مجلدها الأول تحت عنوان الحياة المعقدة ل ليا أوليڤييه. تتبع هذه السلسلة من الكتب تقلبات حياة لي أوليڤر من خلال رسائل البريد الإلكتروني، والرسائل النصية التي ترسلها إلى أصدقائها. تدور أحداث القصة بعد فترة من انتقال لي وعائلتها من قريتهم الصغيرة إلى مدينة مونتريال الكبيرة. سيتعين عليها مواجهة صراعات مغادرة مسقط رأسها وبناء حياة جديدة في مدينة أخرى حيث لا تعرف أي شخص.
حققت سلسلة الكتب نجاحًا هائلاً في جميع أنحاء العالم وبيع ما يصل إلى 500,000 نسخة في مقاطعة كيبيك لوحدها.
تنشر الآن الحياة المعقدة لـ ليا أوليڤييه في 23 دولة وترجمت إلى 9 لغات.